# Chó săn sói Ireland
Chó săn sói Ireland (tiếng Ireland: Cú Faoil) là một giống chó trong nhà (Canis lupus familiaris), đặc biệt là một giống chó săn có kích thước rất lớn có nguồn gốc từ Ireland. Tên của giống chó này bắt nguồn từ mục đích của nó — săn sói với chó — hơn là từ ngoại hình của nó. Ban đầu được phát triển từ những con chó săn dùng trong chiến tranh cho đến khi trở thành chó săn phục vụ săn bắn và bảo vệ, Chó săn sói Ireland có thể là một những giống chó đồ sộ nhất do kích thước lớn khủng khiếp của chúng.

## Sức khỏe
Giống như nhiều giống chó lớn, Chó săn sói Ireland có tuổi thọ tương đối ngắn. Ước tính tuổi thọ được công bố dao động trong khoảng từ 6 đến 10 năm với 7 năm là mức trung bình. Bệnh cơ tim giãn và ung thư xương là nguyên nhân hàng đầu gây tử vong và giống như tất cả những con chó có lồng ngực sâu, Bệnh xoắn dạ dày chướng hơi thường phổ biến ở giống chó này; giống chó này bị ảnh hưởng bởi di truyền bệnh shunt cửa chủ.
Trong một nghiên cứu do tư nhân tài trợ thực hiện dưới sự bảo trợ của Câu lạc bộ Chó săn Cáo Ireland Hoa Kỳ và dựa trên một cuộc khảo sát do chủ sở hữu thực hiện, Chó săn sói Ireland ở Hoa Kỳ từ năm 1966 đến 1986 đã sống ở độ tuổi trung bình 6,47 và chết do nguyên nhân thường gặp nhất là do ung thư xương. Một nghiên cứu gần đây của Cậu lạc bộ Chăm sóc Chó Anh cho biết tuổi thọ trung bình là 7 năm.